# 793-as busz
A 793-as jelzésű elővárosi autóbusz Budapest, Széll Kálmán tér és Budajenő, Petőfi Sándor utca között közlekedik. A viszonylatot a MÁV Személyszállítási Zrt. üzemelteti.

## Története
A járat 2018. december 9-én indult. 2019. augusztus 10-étől a Széna téri autóbusz-állomás bezárása miatt budapesti végállomása a Széll Kálmán térre kerül át.
2020. május 4-étől Budakeszi, temetőnél is megáll.

## Megállóhelyei
Az átszállási kapcsolatok között az azonos útvonalon közlekedő 794-es és 795-ös busz nincsen feltüntetve.
| 0  | Budapest, Széll Kálmán tér végállomás   | |
| 1  | Budapest, Szent János Kórház            | 22, 22A, 91, 128, 129, 155, 156, 222 56, 56A, 59, 59B, 60, 61 781, 782, 783, 784, 785, 786, 787, 789 |
| 2  | Budapest, Budagyöngye                   | 22, 22A, 129, 222, 291 56, 56A, 59B, 61 781, 782, 783, 784, 785, 786, 787, 789                       |
| 3  | Budapest, Kuruclesi út                  | 22, 22A, 222, 291 781, 782, 783, 784, 785, 786, 787, 789                                             |
| 4  | Budapest, Vízművek                      | 22, 22A, 222 781, 782, 783, 784, 785, 786, 787, 789                                                  |
| 5  | Budapest, Dénes utca                    | 22, 22A, 222 781, 782, 783, 784, 785, 786, 787, 789                                                  |
| 6  | Budapest, Szépjuhászné, Gyermekvasút    | 22, 22A, 222 781, 782, 783, 784, 785, 786, 787, 789 Gyermekvasút                                     |
| 7  | Budapest, Országos Korányi Intézet      | 22, 22A, 222 781, 782, 783, 784, 785, 786, 787, 789                                                  |
| 8  | Budapest, Szanatórium utca (Vadaspark)  | 22, 22A, 222 781, 782, 783, 784, 785, 786, 787, 789                                                  |
| 9  | Budakeszi, Erkel Ferenc utca            | 22, 22A, 222 781, 782, 783, 784, 785, 786, 787, 789                                                  |
| 10 | Budakeszi, Gyógyszertár                 | 22, 22A, 222 781, 782, 783, 784, 785, 786, 787, 789                                                  |
| 11 | Budakeszi, Széchenyi utca (gimnázium)   | 188E, 222                                                                                            |
| 12 | Budakeszi, Temető                       | 188E, 222                                                                                            |
| 13 | Budakeszi, Harmatfű utca                | |
| 14 | Budakeszi-szőlőtelep                    | |
| 15 | Budakeszi, Erdő- és vadgazdaság         | |
| 16 | Hidegvölgyi erdészlak                   | |
| 17 | Pátyi elágazás                          | 778, 789                                                                                             |
| 18 | Telki, Hóvirág utca                     | 778, 789                                                                                             |
| 19 | Telki, Ófalu                            | 778, 789                                                                                             |
| 20 | Telki, Rákóczi Ferenc utca              | 778, 789                                                                                             |
| 21 | Telki, Muskátli utca                    | 778, 789                                                                                             |
| 22 | Telki, Újfalu                           | 778, 789                                                                                             |
| 23 | Budajenő, Posta                         | 778, 789                                                                                             |
| 24 | Budajenő, Petőfi Sándor utca végállomás | 778, 789                                                                                             |